# یاسمین راشد
یاسمین راشد (انگلیسی: Yasmin Rashid؛ زادهٔ ۲۱ سپتامبر ۱۹۵۰) سیاست‌مدار و پزشک اهل پاکستان است.
وزیر فعلی استان پنجاب برای بهداشت و درمان های ابتدایی و متوسطه و بهداشت و درمان و آموزش پزشکی ویژه ، از ۲۷ اوت سال ۲۰۱۸ است. از ۱۵ آگوست۲۰۱۸ عضو شورای استانی پنجاب بوده است.
وی در ۲۱ سپتامبر ۱۹۵۰ در چاکوال ، Punjab ، پاکستان به دنیا آمد.. 
در سال ۱۹۷۸ ، MBBS از دانشگاه پزشکی فاطمه جناح در لاهور فارغ التحصیل شد. در سال ۱۹۸۴ ، او به انگلستان رفت و در کالج سلطنتی زنان و زایمان ، ثبت نام کرد از آنجا که در سال ۱۹۸۹ یک مدرک MRCOG و یک درجه FRCOG دریافت کرد.
وی سپس مدرک FCPS را از کالج پزشکان و جراحان کراچی پاکستان دریافت کرد.